# Debrecen (stacja kolejowa)
Debrecen (węg. Debrecen Nagyállomás, Debreczyn Gł.) – stacja kolejowa w Debreczynie, w komitacie Hajdú-Bihar, na Węgrzech. Stanowi węzeł kolejowy o znaczeniu ponadregionalnym.

## Historia
Pierwszy dworzec w Debreczynie został otwarty w 1857 roku wraz z linią kolejową z Budapesztu. W wieku XIX i XX otwarto kilka innych linii bocznych. W 1940 linia z Budapesztu została zelektryfikowana. Budynek z 1894 roku uległ zniszczeniu podczas II wojny światowej. Ponownie został odbudowany w ówczesnym stylu w 1961 roku.

## Linie kolejowe
- Linia kolejowa 100 Budapest – Cegléd – Szolnok – Debrecen – Nyíregyháza
- Linia kolejowa 105 Debrecen – Nyírábrány
- Linia kolejowa 106 Debrecen - Nagykereki
- Linia kolejowa 108 Debrecen – Füzesabony
- Linia kolejowa 109 Debrecen – Tiszalök
- Linia kolejowa 110 Debrecen – Mátészalka

## Transport publiczny
Stacja jest obsługiwana przez 2 linie tramwajowe oraz kilkanaście linii autobusowych.